# アブー・ハーシム・アブドゥッラー・イブン・ムハンマド・イブン・ハナフィーヤ
アブドゥッラー・イブン・ムハンマド・イブン・ハナフィーヤ（ʿAbd Allāh b. Muḥammad b. al-Ḥanafiyya）、通称、アブー・ハーシム（Abū Hāšim）は、アリー・イブン・アビー・ターリブの孫にあたる7-8世紀の人物。生没年不詳。父のムハンマド・イブン・ハナフィーヤが亡くなると、一部のアリー支持派からイマームに擁立された。遺言によりアッバース家のムハンマドにイマーム位を禅譲したとされており、これはシーア派がアッバース家による革命に合流する動機のひとつになった。

## 生涯
通称「アブー・ハーシム」。個人名は「アブドゥッラー」。ムフタールの乱の旗印になったムハンマド・イブン・ハナフィーヤの息子である。したがって、アリー・イブン・アビー・ターリブの男系の孫のひとりである。全血兄弟にハサンという人物がいる。
イブン・サアドやイブン・クタイバが著した歴史書の中で引用された歴史的史料によれば、アブー・ハーシムは後半生をシリアで過ごした。彼を指導者と仰いだシーア派セクトがいくつかあったようだが、その詳細は明らかでない。ウマイヤ朝の宮廷を表敬訪問した直後に亡くなった。一般的に伝わっている資料によれば、アブー・ハーシムの没年はヒジュラ暦98年（西暦716-717年）とされている。しかしながら、マスウーディーによると死亡時期はカリフ・アブドゥルマリクの治世期間中であった（685-705年）という。
Nagel (1983)によると、マスウーディー説の方が歴史的事実を伝えている可能性が高い。その根拠は2点あり、1点目はヒジュラ暦84年（西暦703年）に亡くなったとある人物がアブー・ハーシムの葬儀に参列したという記録があることである。2点目は詩人クッサイール・アッザの詩の中に、アブー・ハーシムであると暗に示唆される人物が「アブドゥルマリクの治世の終わりにはもはや生きていなかった」という一節があることである。

## ハーシミーヤ
初期シーア派の政治思想には不明な点も多いが、菊地 (2009)によると、ハサン、フサイン、イブン・ハナフィーヤが年長者から順にイマームに擁立され、兄の在位中に弟が異議を唱えたというような伝承がないことから、この時期の親アリー勢力の間では、アリーの地位が兄から弟へ継承されることに一定の合意がなされていたものと推測される。そしてイブン・ハナフィーヤがヒジュラ暦81年（西暦700年-701年）に亡くなる。以後、親アリー勢力の間で誰がイマーム位を引き継ぐべきかという点をめぐって争いが生じた:59-60。イブン・ハナフィーヤを奉じていたカイサーン派は大きく分けて3つに分裂した。そのうちのひとつが、イブン・ハナフィーヤの息子アブドゥッラーに従う者たちである。アブドゥッラーの通称が「アブー・ハーシム」だったため、彼らは「ハーシミーヤ」と呼ばれた。
その後、正確な時点は不明（前述）だがアブー・ハーシムも亡くなり、ヒジュラ暦100年が到来する。ヒジュラ暦100年は当時、決定的な大転換の年であると考えられていた。この年を境にして、シーア派諸派の間で口々に伝えられていた終末論的言説が次々と実現していくと噂されていた。カルバラー事件以後、鳴りを潜めていたシーア派運動がヒジュラ暦100年以後にふたたび盛り上がり始めた。アブー・ハーシムがアリーの正義や公正といった遺産を正しく受け継いだ最後の指導者であったと、シーア派諸派のなかで考えられるようになったのは、ヒジュラ暦100年以後である。
このようなシーア派諸派「ハーシミーヤ」の指導者たちの中には、アブー・ハーシムが残した遺書（waṣīya）を持っている、と主張する者がいた。そのうちのひとり、アリー家のアブドゥッラー・イブン・ムアーウィヤは西暦744年にウマイヤ朝に対して反乱を起こし、ファールス地方を短期間支配したのち、鎮圧された。また別のひとり、アッバース家のムハンマド・イブン・アリーは、その息子らの代で政権奪取に成功した。このアッバース家のムハンマドとは、のちのアッバース朝カリフのサッファーフとマンスールの父親である。
アブー・ハーシムの遺書はウマイヤ朝から権力を奪取することに正当性と正統性を与えた。アブー・ハーシムの没年がヒジュラ暦1世紀の末年の直前である98年に修正されたのも、ハーシミーヤ運動のターニングポイントである100年に引き寄せるためであろう。アッバース家のムハンマドは、アブー・ハーシムの死の床にて、彼からイマームの地位を禅譲されたとも喧伝された。
サッファーフはじめアッバース朝カリフは、シーア派を弾圧し、イブン・ハナフィーヤ及びその息子のアブー・ハーシムをイマームとみなす集団を最終的に殲滅した。

## 註釈
1. ↑  ʿAbdallāh b. Ḥāreṯ b. Nawfal (d. 84/703) という人物[1]。
2. ↑  詩人。カイサーン派シーアの支持者でもあった。
3. ↑  アブー・ハーシムの遺書とされる文書の文言は、当時流布していた親アッバース朝プロパガンダ（10世紀アンダルスの文筆家イブン・アブドラッビヒの作品 ʿIqd に引用されて伝世している）の中に読むことができる[1]。
4. ↑  厳密にはターリブ家。ジャアファル・イブン・アビー・ターリブの子孫。

## 典拠
1. 1 2 3 4 5 6 7 8 9 10 11 12 13 14 15 16 17 18 19 20 21 22 23 24 25  T. Nagel, “ABŪ HĀŠEM ʿABDALLĀH,” Encyclopædia Iranica, I/3, pp. 314-315; an updated version is available online at http://www.iranicaonline.org/articles/abu-hasem-abdallah-b (accessed on 30 January 2014).
2. 1 2 3 4 5  Shaban, M.A., The 'Abbāsid Revolution (Cambridge: Cambridge University Press, 1970), p. 139. ISBN 978-0521295345
3. ↑  菊地達也『イスラーム教 「異端」と「正統」の思想史』講談社〈講談社選書メチエ〉、2009年。ISBN 978-4-06-258446-3。
4. ↑  Daftary, Farhad (1990). The Ismāʿı̄lı̄s: Their History and Doctrines. Cambridge: Cambridge University Press. ISBN 978-0-521-37019-6.
5. ↑  Zetterstéen, K.V. (1987). "ʿAbd Allāh b. Muʿāwiya". In Houtsma, Martijn Theodoor (ed.). E.J. Brill's First Encyclopaedia of Islam, 1913–1936, Volume I: A–Bābā Beg. Leiden: BRILL. pp. 26–27. ISBN 90-04-08265-4。
6. ↑  Momen, Moojan (1985). An Introduction to Shi'i Islam. Oxford, U.K.: George Ronald. pp. 47–48